# Allitteration
Allitteration, även stavrim, bokstavsrim eller uddrim, är en retorisk stilfigur eller versmått som betyder att de tryckstarka stavelserna ska låta likadant i början, alltså upprepning av ett ljud (fonetisk parallellism) från början av ett ord till början av ett annat ord. Det kan jämföras med slutrim, där ord slutar med samma ljud. 
Stavrim var ett vanligt versmått i fornnordiskan, såsom i den Poetiska Eddan, och lever kvar i nordiska verskultur till idag, såsom: ”räven raskar”, ”en grön grangren”, ”staffan var en stalledräng” eller ”bagare Bengtsson bakar bara brända bullar bakom berget”.

## Etymologi
- Allitteration härrör nylatin: allitteratio, bildat till latin: littera (”bokstaf”), efter mönster av oblitteratio (av oblittero). Jämför danska, allitteration, engelska och tyska: alliteration, franska: allitération.[3]

- Stavrim (tidigare stafrim) bygger på förledet stav i betydelsen ”bokstav och dess språkljud eller ljudförbindelse”, därtill särskilt allittererande dito, såsom förledet eller efterledets inledande stavelse i sammansättningar, även bådadera, såsom i ”en grön grangren”.[4] Ej att förväxla med ”stavelserim” som betyder slutrim.[5]

- Bokstavsrim bygger på förleden bokstav i den äldre betydelsen ”språkljud”.[6]

- Uddrim bygger på förleden udd som betyder främre spets (jämför svärdsudd, udde), vilken här används bildligt om början eller inledningen av ord eller stavelser.[7]

## Beskrivning
Allitteration är en stilfigur där flera ord i ett sammanhang börjar med samma ljud, eller med samma, eller liknande, fonem. Till exempel "Vaselin-Veras vämjeligt variga vårtgårdar vibrerade vällustigt vid Vänerns väldiga vatten". Det behöver inte bara vara det första ljudet som är identiskt; även ord i följd som har upprepad betonad vokal, räknas in. Vokaler allittererar med alla andra vokaler. Det är inte nödvändigt att orden med gemensamt begynnelseljud följer direkt på varandra, ibland kan effekten uppnås i alla fall. 
I essäer/uppsatser och argumenterande texter kan allitterationen vara ett subtilt, men likväl effektivt, sätt att sälja in ett budskap eller en åsikt: "I det här valet har parti A ständigt och skoningslöst försökt misskreditera, misstänkliggöra och misstroendeförklara parti B som ekonomiskt oansvarigt och entydigt oberäkneligt." Meningen innehåller flera separata allitterationer. 
I fornnordiska dikter är allitterationer viktiga och vanligt förekommande, exempelvis i Havamal: "Bättre börda man bär ej på vägen, än mycket mannavett" (Erik Brates tolkning).

## Användningsområden
Allitterationer används i retoriken av talskrivare men även inom poesin (exempel: "Konung Erik på sin luta leker, lutan lagd på silkesstickat knä." (Carl Snoilsky, Kung Erik)), låtskrivande (Fröken Fräken ifrån Fryken (Thore Skogman)) och författare. Många reklambyråer och liknande använder allitterationer för att få deras slogan att fastna hos kunderna ("Volvos värde varar").

## I populärkultur
- En lång allitteration förekommer i revyn Grisen i säcken. Claes Eriksson reciterar där den fiktiva boken "Bara ben" av den likaledes fiktiva författaren Bengt Brunte Bondeblad. Texten inleds med: | ” | Bakom brödbutiken bodde Baskerbosses båda bröder, bröderna Basker. Brödernas båda brädade beundrarinnor brukade besviket begagna brödbutikens bullar. Bullarna bakade Baskerbosses bas, Bagarbasse. Baskerbosse bodde bredvid brödbutikens blå byggnad... | „ |

- Ett annat exempel på en längre allitteration förekommer i filmen V för Vendetta, när huvudpersonen, kallad V, träffar Evey Hammond för första gången (denna allitteration förekommer dock inte i den tecknade serien med samma namn, som filmen är baserad på):

| ”   | Voilà! In view, a humble vaudevillian veteran cast vicariously as both victim and villain by the vicissitudes of fate. This visage, no mere veneer of vanity, is a vestige of the vox populi now vacant, vanished. However, this valorous visitation of a bygone vexation stands vivified and has vowed to vanquish these venal and virulent vermin vanguarding vice and vouchsafing the violently vicious and voracious violation of volition! The only verdict is vengeance, a vendetta held as a votive not in vain, for the value and veracity of such shall one day vindicate the vigilant and the virtuous. Verily, this vichyssoise of verbiage veers most verbose, so let me simply add that it's my very good honor to meet you and you may call me "V". | „ |
| – V | |   |

## Allitterativ antites
Allitterativ antites är ett uttryck med antiteser (motsatsuttryck) där antiteserna bildar en allitteration. Uttrycksformen skapar en spänning mellan orden, då antitesen drar orden ifrån varandra, medan allitterationen knyter orden samman. 
Exempel på allitterativa antiteser är Skydda eller skövla och engelskans Dream of doctors who are concerned more with public health than private wealth (Jesse Jackson, 1988).